# Šranecké piesky
Šranecké piesky este o arie protejată (arie specială de conservare — SAC, sit de importanță comunitară — SCI) din Slovacia întinsă pe o suprafață de 272,14 ha, integral pe uscat.

## Localizare
Centrul sitului Šranecké piesky este situat la coordonatele 48°34′30″N 17°17′05″E / 48.575°N 17.284722°E.

## Înființare
Situl Šranecké piesky a fost declarat sit de importanță comunitară în aprilie 2004 pentru a proteja 4 specii de animale. Situl a fost protejat și ca arie specială de conservare în martie 2004.

## Biodiversitate
Situată în ecoregiunea panonică, aria protejată conține 4 habitate naturale: Dune continentale panonice, Păduri stepice euro-siberiene cu Quercus spp., Pajiști uscate europene, Stepe panonice nisipoase.
La baza desemnării sitului se află mai multe specii protejate de  nevertebrate (4): croitorul mare al stejarului (Cerambyx cerdo), Cucujus cinnaberinus, rădașcă (Lucanus cervus), Osmoderma eremita.
Pe lângă speciile protejate, pe teritoriul sitului au mai fost identificate 12 specii de plante, 2 specii de amfibieni, 7 specii de mamifere, 67 de specii de nevertebrate, 4 specii de reptile.